# Emeraude

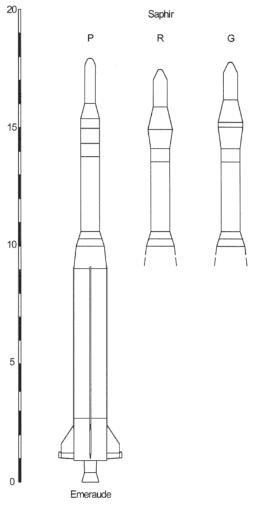
Variantes del cohete Saphir / Emeraude.

Emeraude fue una clase de cohetes franceses desarrollados a principios de los años 1960.
Fueron construidos bajo la experiencia de los cohetes sonda Véronique y Vesta con el fin de ganar experiencia en grandes cohetes propulsados por combustible líquido. Se alimentaban de 12,8 toneladas de ácido nítrico y trementina, que quemaban en 91 segundos. El motor era orientable mediante un cardán para controlar el cabeceo y la guiñada, mientras que las aletas controlaban el alabeo. Usaban una maqueta del cohete Topaze como segunda etapa para probar las características aerodinámicas. Los tres primeros lanzamientos fracasaron debido al bamboleo del propelente en los tanques, haciendo perder el control a los cohetes, problema que fue solucionado posteriormente.
Se lanzaron 5 Emeraude en total, el primero el 15 de junio de 1964 y el último el 13 de mayo de 1965.

## Especificaciones
- Carga máxima: 395 kg.
- Apogeo: 200 km.
- Empuje en despegue: 275 kN
- Masa total: 18.200 kg.
- Diámetro del cuerpo principal: 1,40 m.
- Longitud total: 17,93 m.
- Propulsión: ácido nítrico y trementina.